# Huxi Bach
Huxi Bach (født Christian Bækgaard Bach 9. marts 1978 i Aalborg) er en dansk radio- tv-vært og satiriker. Han er bl.a. kendt for at være vært på programmet Boogie i sine tidlige år og senere for bl.a. Den Løse Kanon på DR P3.
Han har desuden turneret med flere one-man-shows.
Huxi Bach er søn af komponist Erik Bach

## Karriere
Huxi Bach har arbejdet en del med både tv, stand-up og radio. Han fik sit gennembrud som vært på ungdomsmusikprogrammet Boogie i 2002.
Fra 2007 til sommeren 2008 var han vært på radioprogrammet Mondo på P3 sammen med medvært Iben Maria Zeuthen. Under OL i Beijing 2008 var han vært på P3's program Kammerat Kina med medværten Maja Rosager.
Af tidligere meritter kan også nævnes tv-programmet Clement Direkte, som han lavede sammen med Clement Kjersgaard. Desuden er han vært i Danmarks Radios direkte udsendelse fra freestyle-konkurrencen MC's Fight Night – i 2007 for 5. år i træk.
Han var fra september 2009 vært på P3-programmet Den løse kanon sammen med journalist Karen Thisted. Programmet havde et gennemsnit på 456.000 lyttere hver dag og blev sendt sidste gang d. 17. december 2010.
I 2011 har Huxi deltaget i flere udsendelser af Live fra Bremen som nyhedsoplæser i indslaget Nyhederne sådan cirka!.
I programmet Økonomi for Dummies fra 2012 undersøgte og forklarede Huxi sammen med Karen Thisted økonomiske begreber med hjælp fra økonomer.
2012 startede Huxi Bach som vært på radioprogrammet Huxi og Det Gode Gamle Folketing på Radio24Syv, hvor han ugentligt inviterer tre forskellige tidligere medlemmer af Folketinget til en debat om aktuel politik.
I november 2015 var han konferencier ved Danish Music Awards Folk, hvilket han gentog i 2016.
I 2017 modtog Huxi Bach, Rune T. Kiddes Hæderspris.

I 2019 blev han vært på DR´s ugentlige nyhedssatireprogram Ugen plus det løse som indtil videre har kørt i 2 sæsoner.
I foråret 2022 lavede Huxi Bach en videnskabs/dokumentarserie til TV2 med titlen Huxi & Konspirationsteorierne. Gennem 4 afsnit afsøgte Huxi bla. vaccineskeptikere, 5G-stråling og Deep State.
I maj 2022 startede Huxi podcasten Ubegribeligt på Danmarks Radio. Podcasten om alt det Huxi synes er ubegribeligt, fra selvmordsmyrer til universets uendelighed.
I januar 2023 startede Huxi, sammen med Aminata Amanda Corr, nyheds-satireprogrammet Ugen Forfra på P1.
Huxi Bach har turneret landet rundt med flere one-man shows siden 2012.

## Shows
Huxi's første one-man show var Huxi's store kærlighed i 2012. I 2014 turnerede han med sit andet one-man-show Hjælp. I sit tredje one-man-show kaldet Valg i 2016, introducerede han satiriske sange. I 2017-2018 turnerede Huxi Bach med sit fjerde show Ind til benet, og showet blev i 2018 vist på DR2.
- Huxi's store kærlighed (2012)
- Hjælp (2014)
- Valg (2016)
- Ind til benet (2018)
- Nye tider (2020)
- Alt Er Godt (2022)